# Hulk (film)
Hulk è un film del 2003 diretto da Ang Lee.
Basato sull'omonimo personaggio di Marvel Comics. È interpretato da Eric Bana, Jennifer Connelly, Sam Elliott, Josh Lucas e Nick Nolte. Il film esplora le origini di Bruce Banner, uno scienziato che, in seguito ad un incidente di laboratorio con radiazioni gamma, si trasforma nel gigante verde noto come Hulk ogni volta che subisce stress o intense emozioni. Ricercato dall'esercito statunitense, Bruce si ritrova a confrontarsi con il padre biologico, il cui oscuro piano minaccia di distruggerlo.
Distribuito il 20 giugno 2003, il film ha incassato 245 milioni di dollari a livello globale, posizionandosi tra i maggiori successi dell'anno. Tuttavia, i risultati al botteghino si sono rivelati inferiori alle aspettative. La critica cinematografica ha offerto giudizi contrastanti: mentre sono state elogiate le interpretazioni, l'ambizione narrativa e lo stile visivo, sono stati criticati i dialoghi, la mancanza di sequenze d'azione e alcuni effetti di computer grafica.
Un reboot (intitolato L'incredibile Hulk) è stato distribuito il 13 giugno 2008 come secondo film del Marvel Cinematic Universe.

## Trama
Desert Base, 1966. Il ricercatore genetico David "Dave" Banner lavora a un progetto governativo volto a potenziare le difese biologiche umane contro le pestilenze. Dopo vari esperimenti sugli animali, scopre come manipolare il sistema immunitario dell'uomo, ma il suo supervisore, il colonnello Thaddeus "Thunderbolt" Ross, gli proibisce di procedere con la sperimentazione degli esseri umani, temendo effetti collaterali. Deciso a non abbandonare il progetto, David testa il composto su sé stesso, alterando il proprio DNA. La moglie Edith, poco tempo dopo, dà alla luce il loro unico figlio, Bruce Banner. Quando il bambino manifesta anomalie genetiche, David cerca disperatamente un rimedio. Scoperto da Ross, prepara un reattore gamma per distruggere il laboratorio come forma di vendetta. Nel tentativo di uccidere il figlio, che ritiene pericoloso, David uccide accidentalmente Edith, causando un trauma a Bruce, che sopprime i suoi ricordi d'infanzia. David viene arrestato e rinchiuso in un ospedale psichiatrico, mentre Bruce, di soli quattro anni, viene adottato dalla famiglia Krenzler. Trent'anni dopo, Bruce è un brillante ricercatore al Lawrence Berkeley National Laboratory, lavorando nello stesso settore del padre insieme alla sua ex fidanzata, Betty Ross, figlia del colonnello Ross, nel frattempo divenuto generale. Insieme, essi lavorano a esperimenti di nanotecnologia e di scienze genetiche, i quali falliscono a causa di qualche incognita ancora non risolta. Un giorno, a causa dell'accensione accidentale di una delle sue macchine, Bruce salva un collega di nome Harper e il suo corpo, esposto a una dose massiccia di raggi gamma, anziché morire, li assorbe senza conseguenze apparenti. Anzi, le radiazioni sembrano averne rafforzato il fisico, facendolo guarire da tutte le lesioni sofferte nel corso della vita. La notizia fa presto il giro degli ambienti scientifici americani e il generale Ross si precipita a incontrare sua figlia, per capire cosa sappia esattamente su di lui.
Durante la convalescenza, Bruce incontra il taciturno custode del laboratorio, il quale si presenta come suo padre, David Banner, mandato in prigione da Ross. Costui sostiene di essere l'unico uomo in grado di aiutarlo a conoscere la sua vera identità, ma Bruce, arrabbiato e confuso, lo caccia via. Successivamente, David utilizza campioni del DNA di Bruce per la sperimentazione sugli animali.
Durante le proprie ricerche mediche e scientifiche, la crescente rabbia di Bruce per le recenti tensioni attiva il suo DNA irradiato trasformandolo in Hulk, un gigantesco umanoide verde con una forza sovrumana, ma dotato della mente di un bambino (altri non è che la reincarnazione di Bruce da piccolo, emanata dai suoi ricordi rimossi). Il mostro distrugge il laboratorio e, dopo aver avuto una breve interazione con suo padre, fugge. Il mattino dopo, Betty trova Bruce privo di sensi a casa sua, e ricorda a malapena la notte precedente. Il generale Ross lo interroga, mentre Betty trova David per indagare su di lui. Dopo ore di interrogatorio, Ross si impadronisce del laboratorio e condanna Bruce agli arresti domiciliari, ritenendolo complice del padre in un brutto esperimento, che potrebbe mettere a repentaglio la sicurezza nazionale. Quella notte, David chiama Bruce, rivelandogli di aver mutato i suoi tre cani e di averli mandati ad attaccare Betty, facendolo infuriare. Lamentando la distruzione del laboratorio, il losco ex maggiore Glenn Talbot aggredisce Bruce, che si trasforma per la seconda volta, ferendo Talbot e due agenti militari di Ross. Hulk raggiunge l'amata Betty nella sua capanna nella foresta, per poi difenderla dai cani mutanti creati da David. Dopo un duro combattimento, Hulk riesce a uccidere tutti i cani e si ritrasforma in Bruce, ormai esausto.
Decisa ad aiutarlo, la fidanzata lo porta sedato a Desert Base, dove convince il padre a collaborare per cercare di trovare una soluzione. A guastare la situazione giunge Talbot che, cercando di trarre profitto dal potere di Hulk, rapisce Bruce e lo fa mettere in una vasca di deprivazione sensoriale, cercando di scatenare in lui la rabbia a livello inconscio. Talbot induce un incubo ai ricordi rimossi di Bruce (in realtà il ricordo appena riaffiorato della morte della madre, uccisa per sbaglio dal padre mentre l'uomo stava tentando di uccidere il figlio, ritenendo ciò un atto misericordioso per Bruce) e lui si trasforma per la terza volta in Hulk. Intrappolando Hulk in una schiuma appiccicosa, Talbot prova a prelevarne un campione, ma Hulk si libera e Talbot rimane ucciso sparando un proiettile esplosivo. Fuggito dalla base, Hulk combatte l'esercito nel deserto e con una serie di super salti raggiunge la città di San Francisco per trovare Betty. Ross ha il comando della missione per cercare di fermarlo ed eliminarlo, avendo ricevuto tutta l'autorità in merito dal Presidente degli Stati Uniti in persona. Sapendo che il combattimento sottopone Hulk a una furia distruttiva, Betty convince suo padre Ross a condurla da Hulk per riportarlo alla normalità. Bruce viene arrestato dagli uomini di Ross e collegato a una sedia elettrica, che lo fulminerà all'istante qualora accenni a trasformarsi.
Nel frattempo, David, che in quei giorni si era diretto indisturbato al laboratorio per bombardarsi con una quantità di raggi gamma di molto superiore a quella del figlio, con lo scopo di ottenere un simile effetto su di sè, acquisisce incredibili poteri di assorbimento ed è ora in grado di assumere le caratteristiche di ogni materia o sostanza con cui entra in contatto. Decide quindi di venire allo scoperto e di concedersi spontaneamente, quando le Forze Speciali lo arrestano, così da avere la possibilità di ritrovarsi di nuovo faccia a faccia con suo figlio e poter assorbire tutta quanta la sua energia, raggiungendo poteri inimmaginabili.
I due Banner parlano in una base in città, mentre Ross guarda, minacciando di incenerirli. David cade nella megalomania, desiderando che il potere di Bruce distrugga tutti i suoi nemici. Dopo il rifiuto di Bruce, David morde un cavo elettrico ad alta tensione e assorbe l'energia elettrica di tutta la città, mentre Bruce si trasforma per la quarta volta. I due mostri, uno verde e muscoloso, l'altro divenuto pura energia, danno vita a una lotta senza esclusione di colpi che termina dentro un lago nel deserto: infine, Hulk comincia a irrorarlo con tutta la propria energia, la quale si rivela insostenibile per David. Non riuscendo a stabilizzarla, comincia a collassare su sé stesso diventando una gigantesca nebulosa di energia che si solleva dalle acque. I due esseri sovrannaturali vengono fermati solo dal lancio di un missile a raggi gamma, sganciato sul luogo del combattimento per ordine del generale Ross. Nell'esplosione che ne consegue, padre e figlio vengono ritenuti morti.
Un anno dopo, il generale Ross telefona a sua figlia, parlandogli di vari avvistamenti di Hulk e chiedendole se l'aveva avvicinata, ma Betty afferma il contrario, poiché, oltre a essere sotto costante sorveglianza, nega la possibilità che Bruce sia sopravvissuto. In realtà, il giovane scienziato vive in esilio come medico di gente bisognosa in America Latina, sotto falsa identità, e il suo accampamento viene invaso dai militari del governo locale, con l'intento di confiscare i farmaci. Dopo che Bruce avverte senza successo il loro capo di non farlo arrabbiare, si ritrasforma in Hulk urlando di rabbia.

## Produzione
Lo sviluppo di un film, basato su Hulk,inizia nel 1990, con Avi Arad e Gale Anne Hurd alla produzione. Nel dicembre 1992 i Marvel Studios avviano trattative con la Universal per il progetto. Nel 1994 lo sceneggiatore Michael France e Stan Lee discutono la realizzazione di un film in cui Hulk avrebbe combattuto contro i terroristi, un'idea che France rifiuta. Nel 1995 John Turman viene incaricato di riscrivere la sceneggiatura, che prevede Hulk come antagonista del Generale Ross e del Capo, con l'inclusione di personaggi come Rick Jones e Brian Banner.
Nel 1996 Jonathan Hensleigh sale a bordo del progetto come sceneggiatore e nel 1997 Joe Johnston viene confermato come regista del film dal titolo The Incredible Hulk. Nel luglio del 1997 Johnston abbandona il progetto in favore di Cielo d'ottobre; Turman viene richiamato per scrivere due ulteriori bozze, quindi Zak Penn riscrive la sceneggiatura. Questa nuova versione vede il personaggio contro un branco di squali; nella sceneggiatura sono presenti anche delle scene che finiranno nel film L'incredibile Hulk del 2008, come Bruce Banner che si rende conto di non poter avere rapporti sessuali o che provoca la trasformazione gettandosi da un aereo. Dopodiché Hensleigh riscrive nuovamente la sceneggiatura; essa prevedeva come nemici insetti umani.
Nel dicembre 1997, ha inizio la pre-produzione del film con Jonathan Hensleigh alla regia. Gregory Spolder entra nel cast nel ruolo di Novak, antagonista del film, mentre Lynn Williams nel ruolo di un mostro a metà strada tra uno scarabeo e una formica. La Universal intendeva far uscire il film nell'aprile del 1998, ma costrinse Hensleigh a riscrivere la sceneggiatura prima delle riprese per diminuire il budget.
Hensleigh trova la riscrittura troppo difficoltosa e abbandona il progetto, dichiarando di aver perso tempo nella pre-produzione per nove mesi. Nel 1999 Michael France riscrive la sceneggiatura, in cui il personaggio è un nerd come nei fumetti originali e pronto a combattere suo padre, Brian Banner. La sceneggiatura vedeva Bruce intenzionato a convincersi di non essere come il padre: un uomo arrogante e violento. Nella sceneggiatura erano presenti anche Betty Ross e la famosa frase «Non farmi arrabbiare...», presa dalla serie televisiva del 1977, era pronunciata dal padre di Bruce Banner. France termina la sceneggiatura nel gennaio 2000, per riprese fissate nell'aprile dello stesso anno.
Michael Tolkin e David Hayter riscrivono la sceneggiatura di Michael France; la loro sceneggiatura comprende i personaggi del Capo, Zzzax e l'Uomo Assorbente come nemici, che sarebbero stati coinvolti nell'incidente che ha tramutato Banner in Hulk. Nel gennaio 2001 Ang Lee e James Schamus vengono inclusi nel progetto. James Schamus modifica la sceneggiatura, unendo il personaggio del padre di Banner con l'Uomo Assorbente. Le riprese iniziano nel marzo 2002, con Industrial Light & Magic impegnata negli effetti speciali fino a un mese prima della distribuzione.

### Cast
- Eric Bana è Bruce Banner/Hulk: uno scienziato che viene contaminato dai raggi gamma. Da quel giorno, ogni volta che si arrabbia si tramuta in un essere mostruoso. Prima di Bana, per il ruolo furono presi in considerazione Steve Buscemi, Johnny Depp, Billy Crudup[19] ed Edward Norton (e quest'ultimo interpreterà il ruolo di Hulk nel reboot del 2008)[20].
  - Michael e David Kronenberg interpretano Bruce Banner da bambino.
  - Mike Erwin è Bruce Banner da giovane.
- Jennifer Connelly è Betty Ross: scienziata, ex fidanzata di Bruce e figlia del Generale Ross.
  - Rhiannon Leigh Wryn è Betty Ross da bambina.
- Sam Elliott è il Generale Thaddeus "Thunderbolt" Ross: generale, padre di Betty. È schierato contro Bruce.
  - Todd Tesen è Thaddeus "Thunderbolt" Ross: da giovane colonnello.
- Josh Lucas è Glenn Talbot: maggiore, è innamorato di Betty e schierato contro Bruce.
- Nick Nolte è David "Dave" Banner/Uomo Assorbente: il padre biologico di Bruce, egoista, instabile, psicopatico e assetato di potere. Quando acquisisce i poteri il personaggio diventa sia l'Uomo Assorbente che Zzzax.
  - Paul Kersey è David "Dave" Banner da giovane.
- Kevin Rankin è Harper: aiutante e amico di Bruce e Betty.
- Cara Buono è Edith Banner: madre di Bruce, viene assassinata da David.
- Celia Weston è la signora Krenzler: madre adottiva di Bruce.

#### Camei
- L'attore e culturista Lou Ferrigno, storico interprete di Hulk nella serie televisiva, appare in un breve cameo all'inizio del film. Interpreta una guardia di sicurezza[19].
- Stan Lee, co-creatore del personaggio, compare in un breve cameo nel ruolo della guardia che dialoga con Lou Ferrigno[19].

### Riprese
Le riprese sono iniziate il 18 marzo e si sono concluse il 22 agosto 2002. La Industrial Light & Magic ha lavorato agli effetti speciali del film dal 2001 fino a un mese prima dell'uscita cinematografica. Il regista Ang Lee ha fornito alcune prove per il motion capture.

## Colonna sonora
La colonna sonora del film è stata composta da Danny Elfman.

### Tracce
Musiche di Danny Elfman.
1. Main Title – 4:36
2. Prologue – 4:38
3. Betty's Dream – 2:14
4. Bruce's Memories – 2:45
5. Captured – 3:40
6. Dad's Visit – 2:15
7. Hulk Out! – 4:00
8. Father Knows Best – 3:34
9. ...Making Me Angry – 4:02
10. Gentle Giant – 1:02
11. Hounds Of Hell – 3:47
12. The Truth Revealed – 4:19
13. Hulk's Freedom – 2:36
14. A Man Again – 7:48
15. The Lake Battle – 4:32
16. The Aftermath – 0:56
17. The Phone Call – 1:35
18. End Credits – 1:13
19. Velvet Revolver – Set Me Free – 4:09

## Distribuzione
Il film è stato distribuito negli Stati Uniti il 20 giugno 2003 e in Italia il 29 agosto dello stesso anno.

### Edizione italiana
L'edizione italiana del film è stata curata da Fiamma Izzo, anche autrice dei dialoghi, per Pumaisdue.

### Edizioni home video
Il DVD del film è stato distribuito dalla Universal Pictures ed è stato presentato sul mercato con i seguenti contenuti speciali:
- commento audio del regista Ang Lee;
- Hulk Cam: dentro la rabbia: accesso diretto al dietro le quinte durante tutto il film;
- featurette interattiva: L'anatomia di Hulk;
- scene eliminate;
- making-of del film;
- featurette: Hulkification;
- featurette: Evoluzione di Hulk;
- featurette: L'incredibile Ang Lee;
- featurette: La scena della battaglia dei cani;
- featurette: Lo stile unico del montaggio di Hulk;
- contenuti DVD-ROM.

## Accoglienza

### Incassi
Hulk è stato distribuito il 20 giugno 2003, incassando 62,1 milioni di dollari nel weekend di apertura, raggiungendo all'epoca il 16° posto nella classifica dei record di incassi. Nonostante un calo del 70% nel secondo fine settimana, fu la prima apertura superiore ai 20 milioni di dollari a registrare una riduzione di oltre il 65%. Con un budget di 137 milioni di dollari, il film ha ottenuto un incasso di 132,2 milioni di dollari in Nord America, diventando così il film di debutto a guadagnare meno di 150 milioni di dollari, e 113,1 milioni di dollari all’estero, per un totale complessivo mondiale di 245,3 milioni di dollari.

### Critica
Sul sito aggregatore di recensioni Rotten Tomatoes, Hulk ha ottenuto un punteggio di approvazione del 63% basato su 239 recensioni, con una valutazione media di 6,30/10. Il consenso della critica recita: "Sebbene l'ambizioso film di Ang Lee ottenga dei meriti per lo stile e per un tentativo di approfondimento drammatico, alla fine il film parla troppo e distrugge troppo poco". Un altro aggregatore, Metacritic, che utilizza una media ponderata, ha assegnato al film un punteggio di 54/100 basato su 40 critici, indicando "recensioni contrastanti o medie". Ha assegnato al film un punteggio di 54/100, basato su 40 critici, indicando "recensioni contrastanti o medie".
Roger Ebert ha dato una recensione positiva, affermando che "Ang Lee cerca di affrontare veramente i problemi della storia di Hulk, invece di concentrarsi solo sugli effetti visivi privi di sostanza". Ebert ha anche apprezzato il modo in cui i movimenti di Hulk ricordassero quelli di King Kong. Peter Travers di Rolling Stone pur ritenendo che il film avrebbe dovuto essere più breve, ha elogiato le sequenze d'azione, in particolare il climax e la sfida finale. Paul Clinton della CNN ha opinato che, nonostante le ottime performance del cast, le immagini generate al computer siano state pesantemente criticate, definendo Hulk "una versione sbiadita di Shrek".
Mick LaSalle del San Francisco Chronicle ha descritto il film come "più riflessivo e visivamente più piacevole di qualsiasi altro film di successo recente, ma la sua durata epica non è ricompensata da un epico risvolto narrativo".  Ty Burr del Boston Globe ha scritto che "Jennifer Connelly riprende il suo ruolo da scienziata disorganizzata come in A Beautiful Mind". Lisa Schwarzbaum di Entertainment Weekly ha dichiarato: "Raramente un adattamento cinematografico di un fumetto ad alto budget è sembrato così privo di umorismo e così intellettualmente difensivo nei confronti delle sue radici pulp". Negli anni successivi, Hulk ha ricevuto una rivalutazione critica per la sua differenza stilistica rispetto ad altri film di supereroi. Nel 2012, Matt Zoller Seitz lo ha citato come uno dei pochi film di supereroi ad alto budget che si discostano veramente dalla formula, grazie al suo approccio psicologico freudiano, definendo il film "bizzarro… ma interessante proprio per questo".  Nel video-saggio di Scout Tafoya del 2016 relativo al film Cavalcando col diavolo di Ang Lee, è stato definito Hulk come "un adattamento sfortunato ma silenzioso e profondamente triste dei fumetti di L'incredibile Hulk".  Nel 2018 Peter Sobczynski di RogerEbert.com ha scritto che il film rappresenta "un eccellente esempio di pop art cinematografica che merita una rivalutazione".

## Riconoscimenti
- 2004 - Saturn Award
  - Nomination Miglior film di fantascienza
  - Nomination Miglior attrice protagonista a Jennifer Connelly
  - Nomination Migliori effetti speciali a Dennis Muren, Edward Hirsh, Colin Brady e Michael Lantieri
  - Nomination Miglior colonna sonora a Danny Elfman
- 2003 - Saturn Award
  - Nomination Cinescape Genre Face of the Future Award a Eric Bana
- 2003 - BMI Film & TV Award
  - Miglior colonna sonora a Danny Elfman
- 2003 - Visual Effects Society
  - Nomination Migliori effetti speciali a Dennis Muren, Scott Benza, Michael DiComo e Wilson Tang
  - Nomination Miglior animazione dei personaggi a Scott Benza, Jamy Wheless, Kevin Martel e Aaron Ferguson
  - Nomination Miglior pittura opaca a Brett Northcutt e Joshua Ong
- 2002 - California on Location Awards
  - Migliori località a Laura Sode-Matteson
- 2003 - Golden Schmoes Awards
  - Nomination Peggior film dell'anno
  - Nomination Film più sottovalutato dell'anno
  - Nomination Miglior film Sci-Fi dell'anno
  - Nomination Maggior delusione dell'anno
- 2003 - Rondo Hatton Classic Horror Awards
  - Nomination Miglior film a Ang Lee
- 2003 - Stinkers Bad Movie Awards
  - Effetti speciali meno "speciali"
  - Nomination Personaggio non umano più fastidioso (Hulk)

## Altri media

### Videogioco
Radical Entertainment ha sviluppato il videogioco Hulk sul personaggio di Hulk per accompagnare l'uscita del film. Anche se il gioco ha lo stesso titolo e la stessa copertina del film, non ripercorre gli eventi del film, ma quelli accaduti dopo, infatti narra del ritorno di Bruce Banner negli Stati Uniti dopo la sua permanenza in America Latina (la scena finale del film). Lì verrà contattato dal suo vecchio professore, Geoffrey Crawford, il quale è riuscito nella realizzazione del "Globo Gamma", ovvero un dispositivo in grado di estrargli tutta l'energia gamma e quindi di guarirlo da Hulk. Tuttavia le cose non andranno come sperato; Crawford estrarrà solo una parte dell'energia di Bruce, usandola per tramutarsi in un mostro gamma chiamato Ravage e consegnare il resto di quella incamerata nel Globo al Capo, un terrorista, anch'esso mutato dai raggi gamma, intenzionato ad usare l'energia di Hulk per creare un esercito di mostri gamma che gli garantiranno la conquista del mondo. Toccherà a Bruce/Hulk sventare il malefico piano e salvare il mondo.